# SPAD
A SPAD (Société Pour L'Aviation et ses Dérivés) egy francia repülőgépgyártó cég volt, amely elsősorban első világháborús vadászgépeiről ismert. 

## Története

### A Deperdussin-korszak

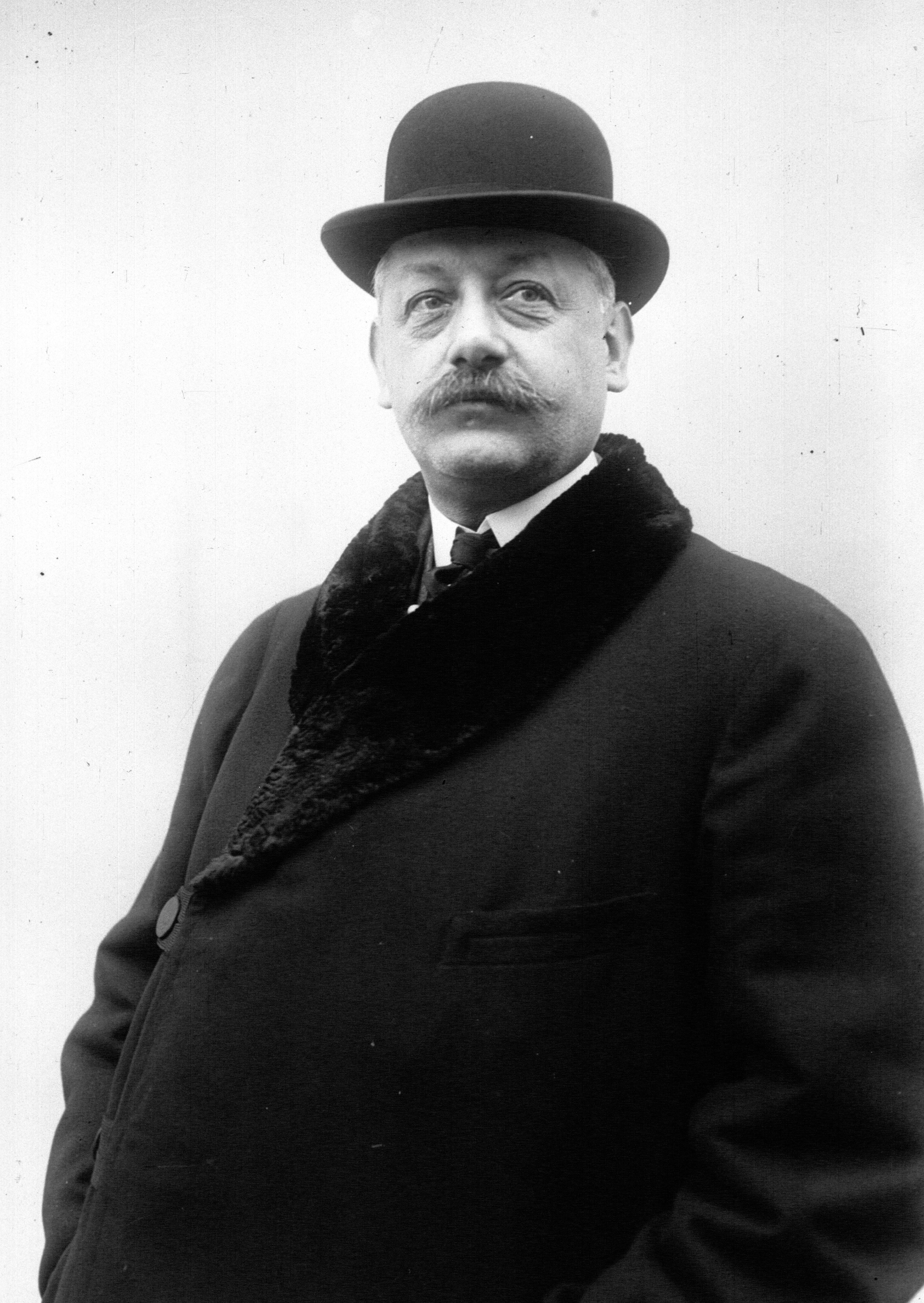
Armand Deperdussin 1913-ban

A céget 1911-ben alapította Armand Deperdussin (1860-1924) Aéroplanes Deperdussin néven. Deperdussin Liège-ben és Brüsszelben volt házaló és kabaréénekes, de aztán meggazdagodott a selyemkereskedelemből. 1908-ban beleszeretett a repülésbe és a következő évben belevágott a repülőgép-építésbe. Ő maga nem volt mérnök, ezért a műszaki tervezést és fejlesztést Louis Béchereau-ra (1880–1970) bízta. A Béchereau tervezte vadászgépeket általánosan használták az első világháborúban. 
Az első Deperdussin-gép egy hátulszárnyas, "kacsa" konstrukció volt és nem keltett nagy figyelmet, de az 1910-ben kihozott egyfedelű, elölszárnyas A-típus hamar népszerűvé vált a repülés úttörőinek körében. Versenytársaival (Blériot XI és Nieuport IV) együtt általánosan használták polgári és katonai célokra a világháború előtt. Továbbfejlesztett változatának, a Deperdussin TT-nek licencét az orosz Lebegyev gyár is megvásárolta (63 készült belőle Oroszországban) és Angliában is gyártotta a British Deperdussin Company. 1911-től kezdve Deperdussin üzemét átköltöztette Párizs egyik elővárosába, Grenelle-be és újabb műhelyeket is nyitott Le Havre-ban és Juvisy-ben, ahol motorcsónakokat és hidroplánokat készítettek. 1912-ben a céget átnevezték Société de Production des Aéroplanes Deperdussin-nek.

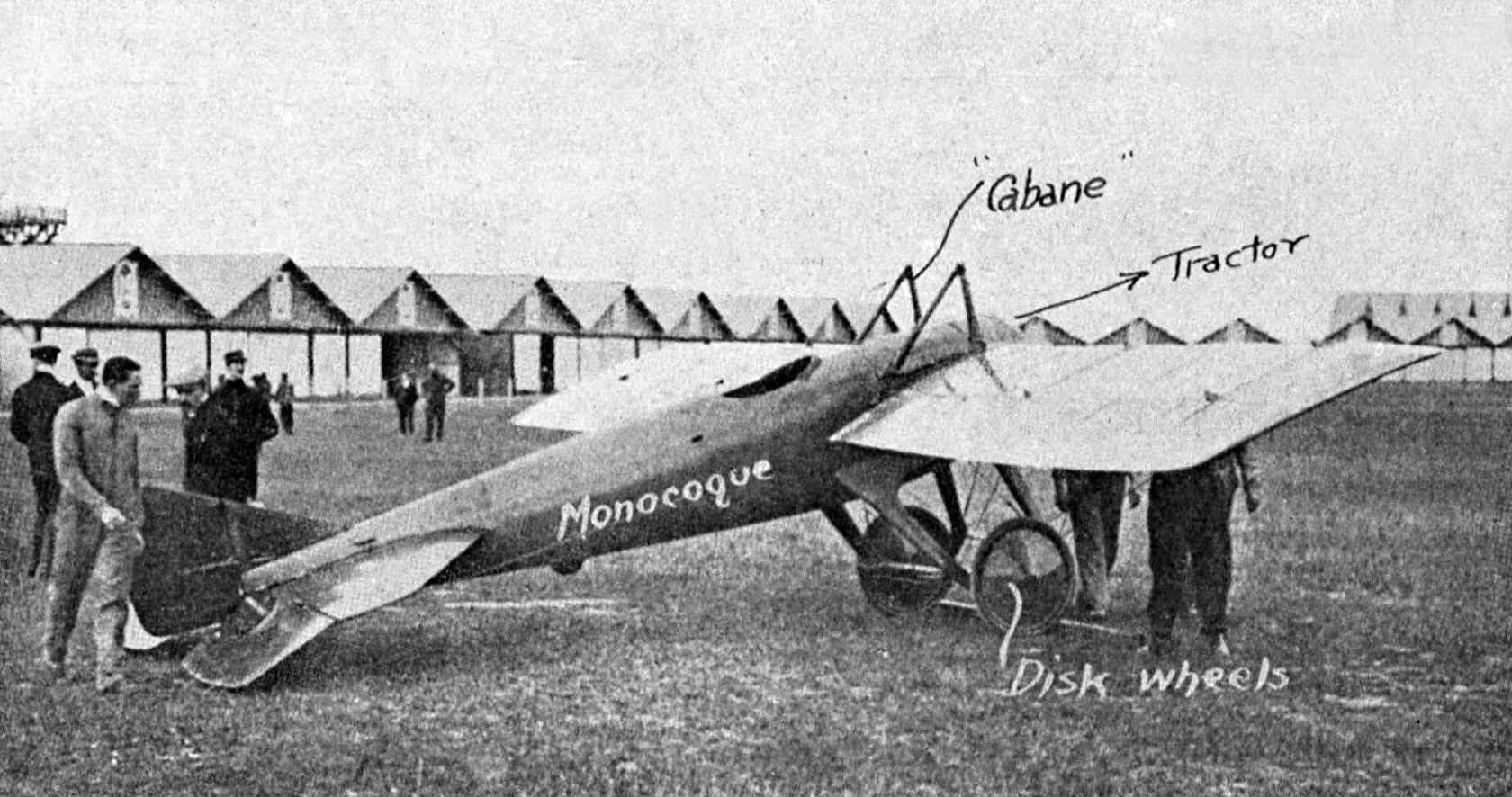
Deperdussin Monocoque

A cég nagy sikert ért el a forradalmian új, egyhéjú (monocoque) törzzsel épített Deperdussin Monocoque-kal, amely 1912-ben és 1913-ban megnyerte a Gordon Bennett-díjat, több sebességrekordot is felállított, és ez volt az első repülőgép, amely meghaladta a 200 km/h sebességet. 1916-ban a Monacóban tartott első Schneider-kupát is egy Deperdussin-gyártmányú hidroplán vitte el 73 km/h átlagsebességgel.
1913-ban Armand Deperdussint csalás vádjával letartóztatták. Fényűző életmódja mellett nagy összegeket költött a versenyeket megnyerő sportrepülőgépekre is és a hitelező bankja szerint hamis számlákat adott meg hitelei biztosítékául. Egészen 1917-es peréig börtönben maradt. A bíróság öt évre ítélte, de figyelembe véve az addig letartóztatásban töltött időt és büntetlen előéletét, szabadon bocsátották. Deperdussin azonban tönkrement és 1924-ben öngyilkos lett.

### SPAD

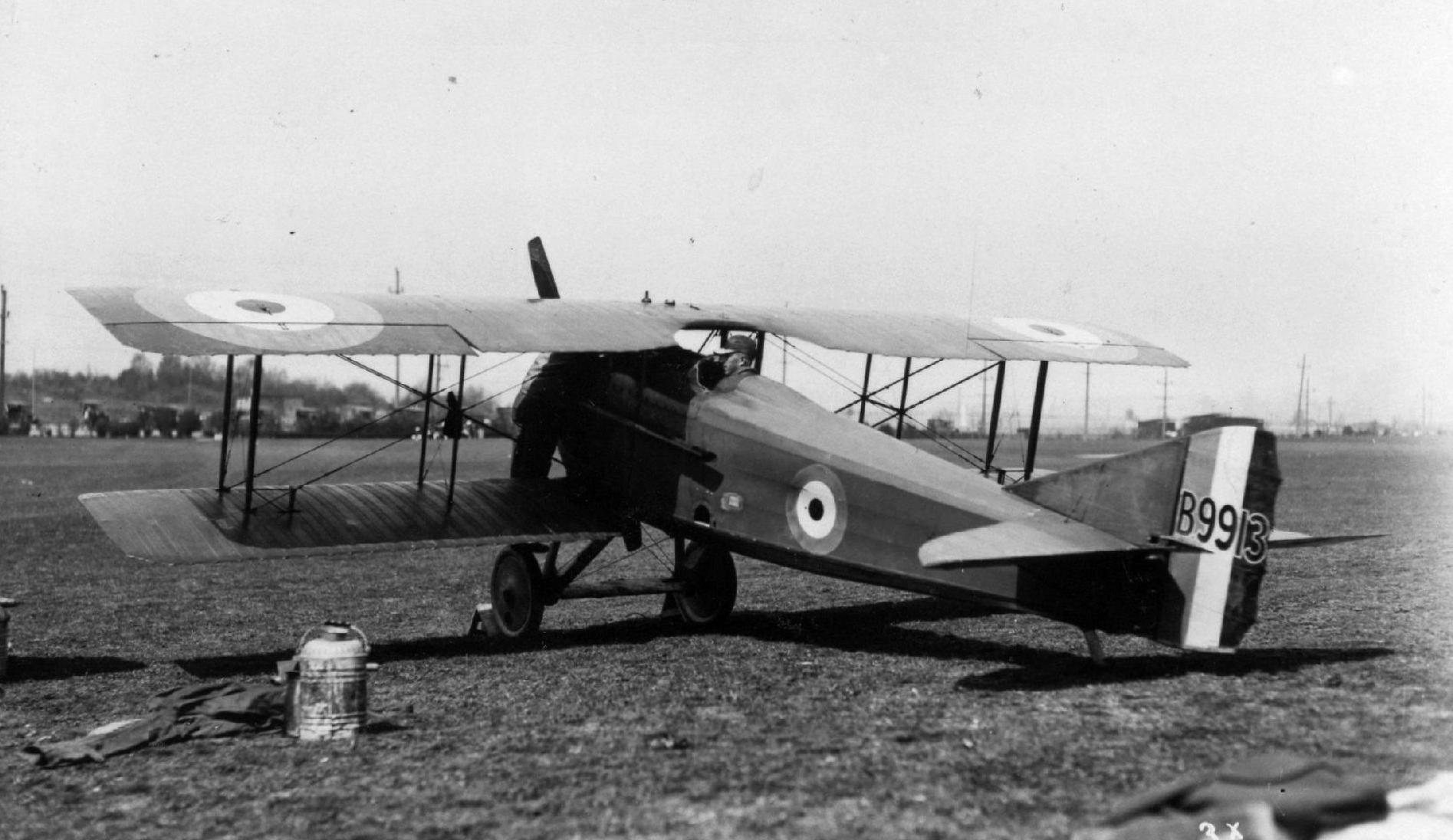
SPAD S.VII

Miután az alapító csődbe jutott, a céget egy Louis Blériot vezette konzorcium vásárolta meg, majd átnevezték Société Pour L'Aviation et ses Dérivés-re, hogy a korábbi, SPAD rövidítés megmaradjon. 
Béchereau első katonai kétfedelű modelljei sajátos konstrukciót alkalmaztak. A SPAD S.A-szériában a pilóta a szokott módon a propeller mögött ült, de a propeller elé elhelyeztek még egy ülést, ahol a géppuskás foglalt helyet. Ezek a gépek nem teljesítettek jól és csak néhány tíz darab készült belőlük a francia és orosz légierő számára. A propellerrel szinkronizált géppuska feltalálása végképp elavulttá tette az S.A modelleket. Béchereau néhány más, nem igazán sikeres repülőgépet is tervezett, mint az SE kétmotoros bombázót, majd az S.V vadászt, amiből a légierő meg is rendelt 268 darabot, de mielőtt elkezdték volna gyártani, elkészült az első igazán jól sikerült SPAD-termék, az S.VII-es. Az együléses, kétfedelű repülőt vízhűtéses, nyolchengeres Hispano-Suiza motor hajtotta. A pilóták eleinte panaszkodtak, mert a korábbi gépekhez képest nehéz és kevéssé fordulékony volt, de hamarosan felismerték sebességének és robusztusságának előnyeit. A világháború során Franciaországban 3500-at, Angliában 120-at, Oroszországban 100-at gyártottak belőle.

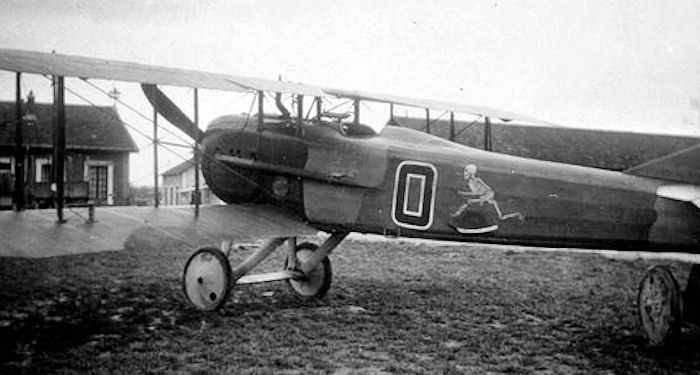
SPAD S.XII

Béchereau későbbi tervei a SPAD S.VII-et vették alapul. Kétüléses felderítő változatai, a SPAD S.XI és SPAD S.XVI közepesen jól sikerültek, kb ezer darabot készítettek mindkettőből (míg a Breguet 14-ből 5500-at, a Salmson 2-ből pedig 3200-at). A továbbfejlesztett együléses vadászgépek népszerűbbnek bizonyultak. A SPAD S.XII-be erősebb motort szereltek ami lehetővé tette, hogy kísérleti célból egy nagy kaliberű, 37 mm-es gépágyút erősítsenek rá. Georges Guynemer ászpilóta tesztjei után azonban kiderült, hogy csak a tapasztalt pilóták voltak képesek kihasználni a benne lévő lehetőségeket. Csak 300-at rendeltek belőle és kb. 20 készült el. A SPAD S.XIII a XII alapján készült, meghagyták benne az erős, 200 lóerős motort (az S.VII motorja csak 150 lóerős volt), de a gépágyú helyett két szinkronizált, 0.303-as Vickers géppuskával fegyverezték fel. Ebből 7300-8472 db készült (a források adatai eltérnek). S.XIII-assal repült az olasz Francesco Baracca (43 légi győzelem) vagy az amerikai Eddie Rickenbacker (26 győzelem). A háború végén a francia légierő vadászgépállománya döntően ezekből a repülőkből állt és az amerikai hadsereg légiereje is több mint 900 darabot használt belőle. 
A biztos állami megrendelés biztosította magas profit erős versenyhelyzetet teremtett a repülőgépgyártásban. Míg 1916-ban a SPAD-vadászok 98%-a Blériot gyáraiban készült, 1918-ra a többi ipari szindikátus megszerezte a megrendelések többségét és a cégnek csak 43% jutott. A SPAD-modellek a világháború alatt Franciaországban készített repülőgépek 20%-át tették ki. 

### Blériot-SPAD
A békekötés után a céget Blériot-SPAD-ra nevezték át. Bécherau ezután tervezte az elegáns, egyhéjú SPAD S.XX-at, ám a háború után már kisebb volt az igény a vadászgépekre, csak 93 db készült belőle. A SPAD-nak meggyűlt a baja az adóhatósággal is: 1917-ben 80%-os adót vetett ki az "extraprofitra", ám a profit számolása ügyében hosszas pereskedés következett, ami egészen 1940-ig, a második világháborús német megszállásig tartott. Blériot a jogi problémák miatt végül úgy döntött, hogy 1921-ben beolvasztotta a SPAD-ot a Blériot Aéronautique-ba; bár néhány későbbi modell nevében még feltűnt a SPAD elnevezés. 

## SPAD-repülőgépek
- Deperdussin A-típus[4]
- Deperdussin B-típus
- Deperdussin concours militaire 1911
- Deperdussin C-típus
- Deperdussin sportmonoplán
- Deperdussin Monocoque
- Deperdussin Coupe Schneider[5]
- Deperdussin T[6]
- Deperdussin TT
- SPAD S.A 1-4
- SPAD S.G2
- SPAD S.V
- SPAD S.VII
- SPAD S.XI
- SPAD S.XII
- SPAD S.XIII
- SPAD S.XIV
- SPAD S.XV
- SPAD S.XVII
- SPAD S.XX

## Fordítás
- Ez a szócikk részben vagy egészben  a   Société Pour L'Aviation et ses Dérivés című angol Wikipédia-szócikk ezen változatának fordításán alapul.  Az eredeti cikk szerkesztőit annak laptörténete sorolja fel. Ez a jelzés csupán a megfogalmazás eredetét és a szerzői jogokat jelzi, nem szolgál a cikkben szereplő információk forrásmegjelöléseként.